# 청미
청미(1980년 7월 22일 ~ )는 대한민국의 가수, 배우다. 현재 소속사는 디디션 엔터이다.

## 대표작

### 음반
- 《리슨 미》(Listen Me)
- 《내가 뭘》(리믹스)

## 출연작

### 텔레비전
- TV 동물농장(SBS)
- 애완남 키우기 나는 펫 시즌1 (ComedyTV)

### 영화
- 사랑(2007년)